# Мой юбилей
«Мой юбилей» — юмореска писателя XIX-XX века Антона Павловича Чехова, написанная в 1880 году и впервые опубликованная 6 (18) июля 1880 года с подписью «Прозаический поэт» в двадцать седьмом номере художественно-юмористического журнала «Стрекоза». Разрешение цензурного комитета было получено 3 июля.
Редакция „Стрекозы", исполняя Ваше желание, имеет честь препроводить при сем причитающийся Вам гонорар в размере тридцати двух рублей и двадцати пяти коп. (32 р. 25 к.) по нижеследующему счету:

№ 27 32 стр. Мой юбилей

» 30 117 » Тысяча и одна страсть

»  » 12  » Комары и мухи

» 33 235 » За яблочки

» 41 183 » Перед свадьбой

» 49 66  » По-американски

645 стр. 5 коп........... 32 р. 25 к.
Авторство данной юморески впервые было установлено А. В. Коротаевым в 1938 году. Сохранилось редакционное письмо из «Стрекозы» от 17 января 1881 года, в котором журнал проводил расчет с Антоном Павловичем Чеховым за второе полугодие 1880 года.
Главный герой юморески «просадил» сотни почтовых марок, отправляя письма со своим творчеством в различные популярные петербургские журналы, откуда получал только отказы. Сам Чехов, по его словам, начавший литературную карьеру в «Стрекозе», также получал отрицательные ответы. Но в отличие от героя юморески публикаций Антона Павловича или отрицательных ответов ему из упомянутых в произведении журналов «Нива», «Нева» и «Огонек» исследователями не было обнаружено.